# Constituição romana
A Constituição romana foi um conjunto de diretrizes e princípios não escritos transmitidos principalmente através precedentes. A constituição romana não era formal ou mesmo oficial, em grande parte não escrita e em constante evolução. O conjunto de diretrizes históricas foi baseado em um sistema de controle e equilíbrio e na separação de poderes que serviu ao governo romano durante a transição de uma monarquia para uma república e, finalmente, um império.
Os conceitos que se originaram na constituição romana vivem mais no sistema de common law do que em um sistema de direito soberano como as Constituições de Clarendon e Magna Carta Liberatum ou nas modernas Constituições de governo escritas até hoje. Os exemplos incluem freios e contrapesos, separação de poderes, vetos, obstruções, requisitos de quorum, limites de mandato, impeachments, aprovação do orçamento e eleições programadas regularmente. Mesmo alguns conceitos constitucionais modernos menos usados, como a votação em bloco, originam-se de ideias encontradas na constituição romana.
Ao longo dos anos, a constituição romana evoluiu continuamente. No final do século 5 aC, a Constituição do Reino Romano deu lugar à Constituição da República Romana. Em 27 aC, a Constituição da República Romana se transformou na Constituição do Império Romano. Por volta de 300 DC, a Constituição do Império Romano foi reformada na Constituição do Império Romano tardio. As mudanças reais, no entanto, foram bastante graduais. Juntas, essas quatro constituições formaram quatro épocas na evolução contínua de uma constituição-mestre.

## História
A criação de uma constituição romana certamente não foi um ato formal e oficial. Em vez disso, era um conjunto de normas em grande parte não escrito e em constante evolução. Representava um conjunto de regras de controle e equilíbrio entre as diferentes funções e poderes, construído com base na sua separação, através do exercício do direito de veto ou da necessidade de quorum nas assembleias municipais, tendo em conta os prazos de cada mandato e o direito de obter eleições justas. Com o tempo, as instituições e regras continuaram a evoluir. A partir de 573 aC, as instituições reais foram transformadas em republicanas e a partir de 27 aC em imperiais. De 300 dC eles evoluíram do modelo imperial alto para o modelo imperial tardio. Todas essas mudanças contínuas e graduais determinaram, de fato, quatro modelos institucionais distintos, um para cada um dos períodos históricos listados acima.
A constituição romana foi uma das poucas constituições que existiam antes do século XVIII. Ninguém mais era conhecido por nós como o romano. E ninguém mais governou um império tão vasto por tanto tempo. A constituição romana, portanto, representou um modelo, freqüentemente único, para muitas das constituições modernas, pelo menos em sua fase inicial de elaboração. Por esta razão, muitas constituições modernas compartilham uma estrutura semelhante, se não idêntica, à romana (por exemplo, a separação de poderes, controle e equilíbrio de cargos institucionais). 

## Assembléias legislativas
A primeira assembleia romana, a comitia curiata, foi fundada durante o reino inicial. Seu único papel político era eleger novos reis (Rex). Às vezes, o rei podia pedir que seus decretos fossem ratificados pela assembléia. Durante a primeira república, a Comitia curiata era a única assembleia legislativa com poder. Pouco depois do início da república, no entanto, a Comitia centuriata e a Comitia tributa tornaram-se as principais assembleias legislativas.
A maioria das assembleias legislativas modernas são órgãos constituídos por representantes eleitos. Seus membros normalmente propõem e debatem projetos de lei. Essas assembléias modernas usam uma forma de democracia representativa. Em contraste, as assembléias da República Romana usaram uma forma de democracia direta. As assembléias romanas eram corpos de cidadãos comuns, ao invés de representantes eleitos. Nesse sentido, os projetos de lei votados (chamados de plebiscitos) eram semelhantes aos referendos populares modernos.
Ao contrário de muitas assembleias modernas, as assembleias romanas não eram bicameral. Isso quer dizer que os projetos de lei não precisavam ser aprovados nas duas assembleias principais para serem promulgados. Além disso, nenhum outro poder teve que ratificar um projeto de lei (rogatio) para que se tornasse lei (lex).  Os membros também não tinham autoridade para apresentar projetos de lei para consideração; apenas magistrados executivos poderiam apresentar novos projetos de lei. Esse arranjo também é semelhante ao que é encontrado em muitos países modernos. Normalmente, os cidadãos comuns não podem propor novas leis para sua promulgação por meio de uma eleição popular. Ao contrário de muitas assembleias modernas, no início da República, as assembleias romanas também tinham funções judiciais. 
Após a fundação do império, a grande maioria dos poderes das assembleias foi transferida para o Senado. Quando o Senado elegesse magistrados, os resultados dessas eleições seriam lidos para as assembleias. Ocasionalmente, o imperador submetia as leis à comitia tributa para ratificação. As assembléias ratificaram as leis até o reinado do imperador Domiciano. Depois desse ponto, as assembleias simplesmente serviam como veículos através dos quais os cidadãos se organizariam.

## Senado
O senado romano foi a mais permanente de todas as instituições políticas de Roma. Ele provavelmente foi fundado antes de o primeiro rei de Roma ascender ao trono. Ele sobreviveu à queda do Reino Romano no final do século 5 aC, à queda da República Romana em 27 aC e à queda do Império Romano em 476 dC. Ao contrário de muitas instituições modernas denominadas "Senado", não era um órgão legislativo, mas sim consultivo.
O poder do Senado cresceu e diminuiu ao longo de sua história. Durante os dias do reino, era pouco mais do que um conselho consultivo para o rei, embora no interregno entre os monarcas, ele elegesse o próximo rei. O último rei de Roma, Lucius Tarquinius Superbus, foi derrubado após um golpe de estado planejado no Senado. Durante o início da república, o Senado era politicamente fraco. Durante esses primeiros anos, os magistrados executivos foram bastante poderosos. A transição da monarquia para o governo constitucional foi provavelmente mais gradual do que sugerem as lendas. Assim, foi necessário um enfraquecimento prolongado desses magistrados executivos antes que o Senado pudesse afirmar sua autoridade sobre esses magistrados. Na república intermediária, o Senado atingiu o ápice de seu poder republicano. Isso ocorreu devido à convergência de dois fatores. Os plebeus haviam alcançado recentemente a plena emancipação política. Portanto, eles não foram tão agressivos quanto haviam sido durante o início da república, pressionando por reformas radicais.
Além disso, o período foi marcado por uma guerra prolongada contra inimigos estrangeiros. O resultado foi que tanto as assembléias populares quanto os magistrados executivos se submeteram à sabedoria coletiva do Senado. A república tardia viu um declínio no poder do Senado. Esse declínio começou após as reformas dos tribunos radicais Tibério e Gaius Gracchus. O resultado final foi a derrubada da república e a criação do Império Romano.
O Senado do início do Império Romano estava tão fraco quanto durante o final da república. No entanto, depois que a transição da república para o império foi concluída, o Senado sem dúvida detinha mais poder do que em qualquer ponto anterior. Todos os poderes constitucionais (legislativo, executivo e judicial) foram transferidos para o Senado. No entanto, ao contrário do Senado da república, o Senado do império era dominado pelo imperador. Foi por meio do Senado que o imperador exerceu seus poderes autocráticos e, pelo final principado, o poder do Senado havia declinado para quase irrelevância. Nunca mais recuperou o poder que detinha na república intermediária.
Grande parte da literatura sobrevivente do período imperial foi escrita por senadores. Em grande medida, isso demonstra a forte influência cultural do Senado, mesmo durante o final do império. A instituição sobreviveu à queda do Império no Ocidente e até desfrutou de um modesto renascimento quando o poder imperial foi reduzido a um governo apenas da Itália. A classe senatorial foi severamente afetada pelas guerras góticas.

## Magistrados executivos
Durante os anos do Reino Romano, o rei era o único magistrado executivo com algum poder. Ele foi assistido por dois questores, a quem nomeou. Ele costumava nomear outros assistentes para outras tarefas. Quando ele morresse, um interrex presidiria o Senado e as assembléias até que um novo rei fosse eleito.
De acordo com a Constituição da República Romana, o "ramo executivo" era composto por magistrados ordinários e extraordinários. Cada magistrado ordinário seria eleito por uma das duas principais Assembléias Legislativas da República Romana. O principal magistrado extraordinário, o ditador, seria nomeado mediante autorização do Senado da República Romana. A maioria dos magistrados era eleita anualmente para um mandato de um ano. Os mandatos para todos os cargos anuais começariam no dia de ano novo e terminariam no último dia de dezembro.
Os dois magistrados ordinários mais graduados, os cônsules e pretores, detinham um tipo de autoridade chamada imperium (latim para "comando"). O Imperium permitia que um magistrado comandasse uma força militar. Os cônsules possuíam um grau mais alto de imperium do que os pretores. Cônsules e pretores, assim como censores e curules edis, eram considerados "magistrados curules". Eles se sentavam em uma cadeira curule, que era um símbolo do poder do Estado. Cônsules e pretores eram atendidos por guarda-costas chamados lictores. Os lictores carregariam fasces. Os fasces, que consistiam em uma vara com um machado embutido, eram símbolos do poder coercitivo do estado. Os questores não eram magistrados curule, mas sim administradores e tinham pouco poder real.
Os tribunos plebeus não eram oficialmente "magistrados", uma vez que eram eleitos apenas pelos plebeus. Visto que eram considerados a personificação do Povo de Roma, seu ofício e sua pessoa eram considerados sacrossantos. Era considerado crime capital ferir um tribuno, tentar ferir um tribuno ou tentar obstruir um tribuno de qualquer forma. Todas as demais atribuições do tribuno derivam dessa sacrossantidade, com dois direitos: a intercessão entre magistrados e a defesa do povo. Os tribunos eram assistidos por edis plebeus.
Em caso de emergência, um ditador seria escolhido pelo Senado. Um ditador recém-nomeado normalmente selecionaria um deputado, conhecido como o "Magister Equitum" ("Mestre da Cavalaria"). Tanto o ditador quanto seu mestre da cavalaria eram magistrados extraordinários e ambos possuíam imperium. Na prática, o ditador funcionava como cônsul sem qualquer controle constitucional sobre seu poder. Depois de 202 aC, a ditadura caiu em desuso e, durante as emergências, o Senado aprovaria o senatus consultum ultimum ("decreto final do Senado") que suspendia o governo civil e declarava (algo análogo à) lei marcial. Declararia "videant consules ne res publica detrimenti capiat" ("que os cônsules cuidem para que o Estado não sofra nenhum dano"). Com efeito, os cônsules seriam investidos de poderes ditatoriais.
Após a constituição do Principado, as antigas magistraturas (cônsules, pretores, censores, edis, questores e tribunos) perderam a maioria dos seus poderes efetivos, ficando efetivamente reduzidas a funcionários municipais encarregados de vários jogos e feriados. A grande maioria do trabalho político e administrativo real foi transferida para o imperador. A fundação do império foi equivalente à restauração da antiga monarquia. O chefe do Executivo tornou-se o poder incontestável do estado, com domínio avassalador do Senado, que, enquanto coletivo conquistou praticamente todas as autoridades antes detidas pelas Assembléias, também se tornou nada mais do que um carimbador do imperador.

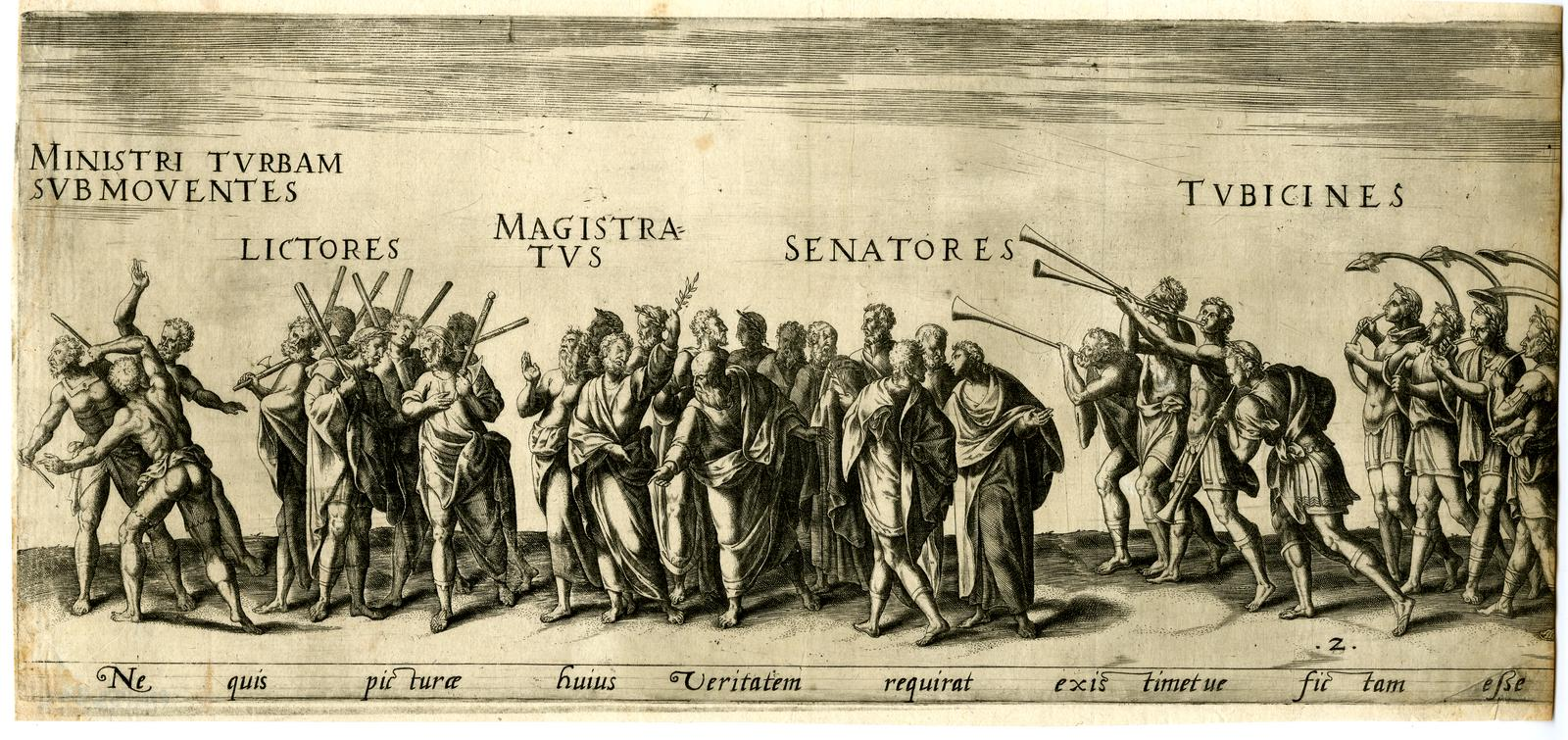
Procissão triunfal de cidadãos romanos. Da esquerda para a direita: Guardas, lictores, magistrados, senadores e tocadores de trombeta

## Legado
A constituição romana foi uma das poucas constituições que existiram antes do século XVIII. Embora as constituições de Esparta e Cartago tenham sido elaboradas e utilizadas no papel ou pela natureza, grande parte de sua existência é conhecida apenas por fontes secundárias, e tais constituições são questionadas no livro II de "A política" de Aristóteles. Nenhuma das outras é tão conhecida por nós hoje, e nenhuma das outras governou um império tão vasto por tanto tempo. Portanto, a constituição romana foi usada como um modelo, muitas vezes o único, quando as primeiras constituições da era moderna estavam sendo elaboradas. Por causa disso, muitas constituições modernas têm superestruturas que são semelhantes, ou mesmo idênticas (como uma separação de poderes e freios e contrapesos) à constituição romana.

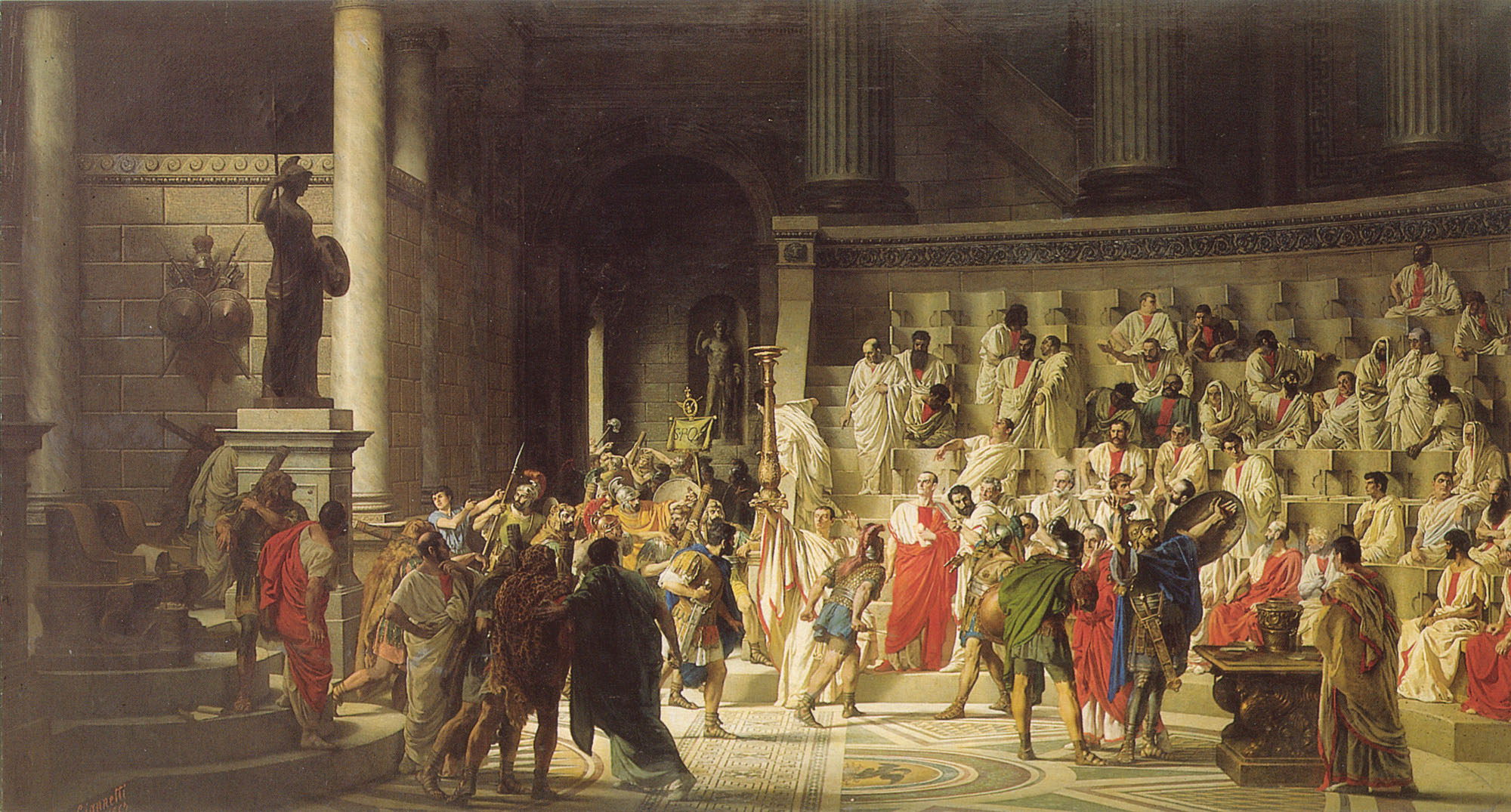
O Último Senado de Júlio César por Raffaele Giannetti